# NGC 264
NGC 264 (również PGC 2831) – galaktyka soczewkowata (S0), znajdująca się w gwiazdozbiorze Rzeźbiarza. Odkrył ją John Herschel 30 sierpnia 1834 roku.